# 台26線
台26線（たい26せん、繁体字中国語: 臺26線/台26線）は、屏東県枋山郷から台東県達仁郷に至る台湾省道である。楓港から恒春までの区間を「屏鵝公路（へいがこうろ）」、佳楽水から恒春までの区間を「佳鵝公路（かがこうろ）」とも称する。

## 概要
- 全長：93.500km
- 起点：屏東県枋山郷楓港（台9線の交差地点）
- 終点：台東県達仁郷安朔（台9線の交差地点）

台湾最南端に位置する台湾を代表する観光地墾丁国家公園への主要道路である。

## 歴史
| 年 | 月日 | 事跡 |
| -- | ---- | ---- |

## 通過する自治体
- 屏東県
  - 枋山郷楓港 - 獅子郷 - 車城郷 - 恒春鎮 - 満州郷港仔

- 計画中の区間
  - 満州郷港仔 - 達仁郷南田

- 台東県
  - 達仁郷南田 - 達仁郷安朔